# Masbate (ilha)
Masbate é uma ilha e uma província das Filipinas, localizada na região Bicol. Sua capital é a cidade de Masbate, com 71441 habitantes em 2000. Tem uma área de 3268 km², o que a torna na 155.ª maior ilha do mundo. É a 59.ª ilha do mundo por população.